# Axinaea
Axinaea är ett släkte av tvåhjärtbladiga växter. Axinaea ingår i familjen Melastomataceae.

## Bildgalleri

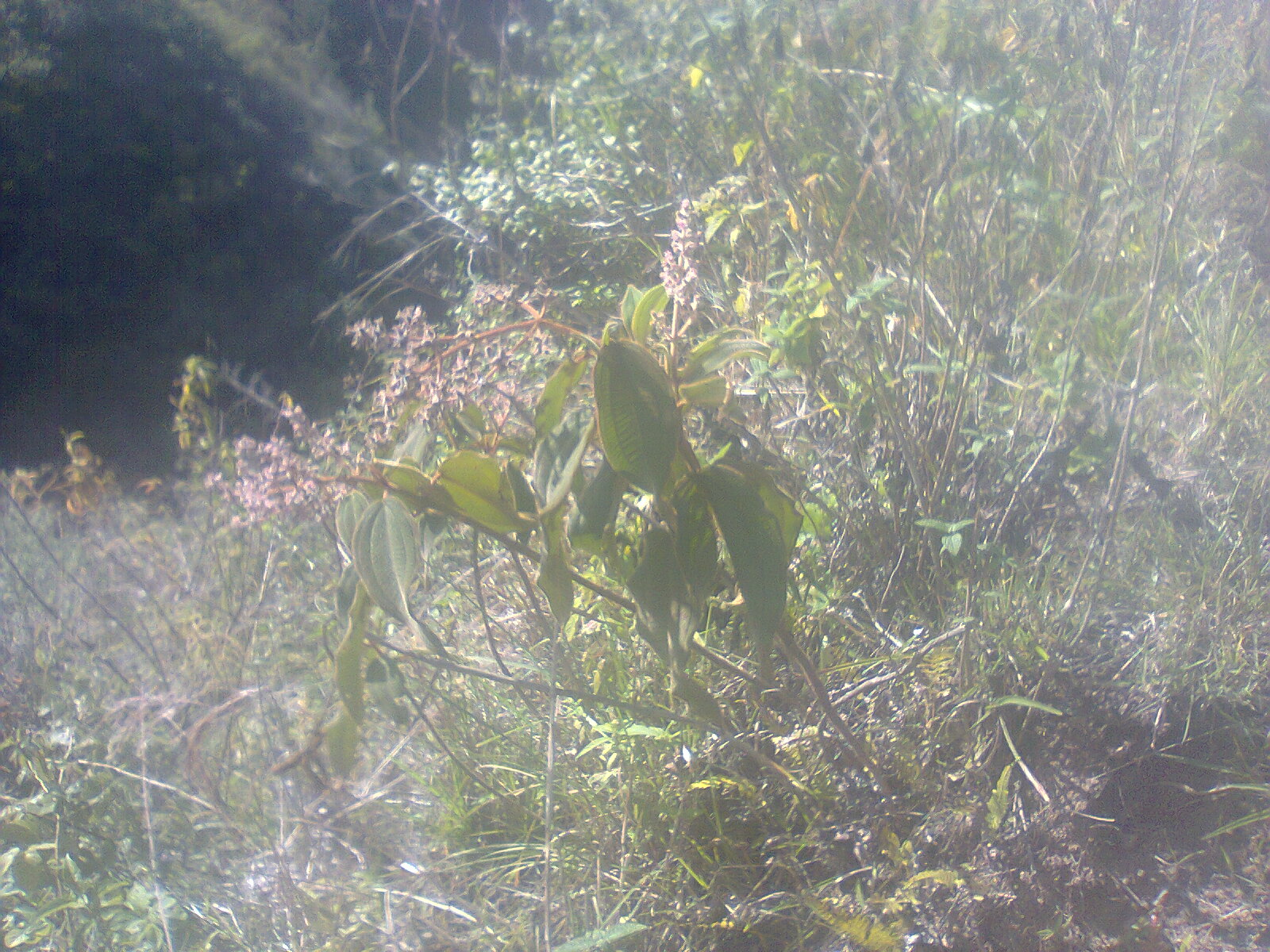
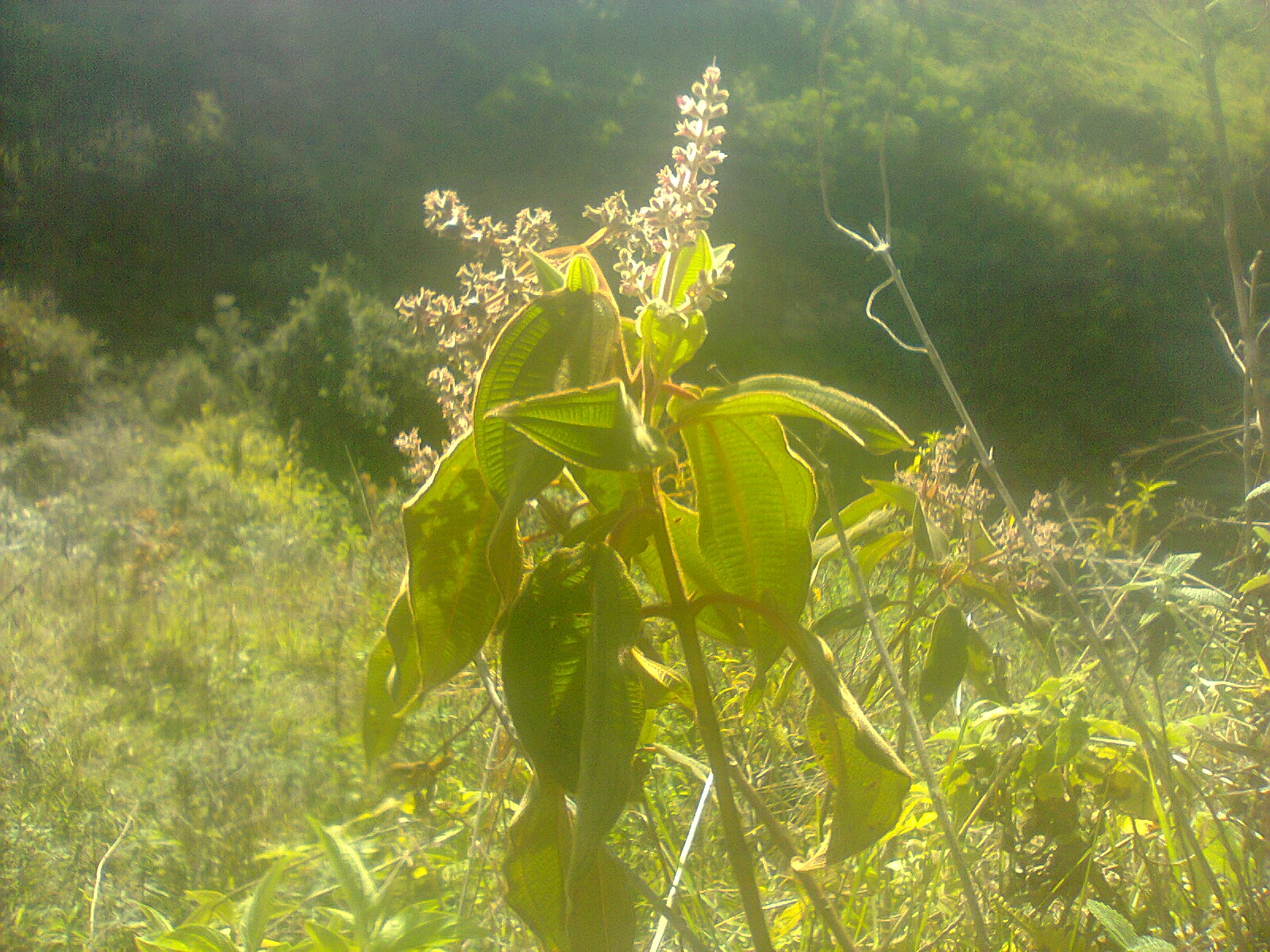
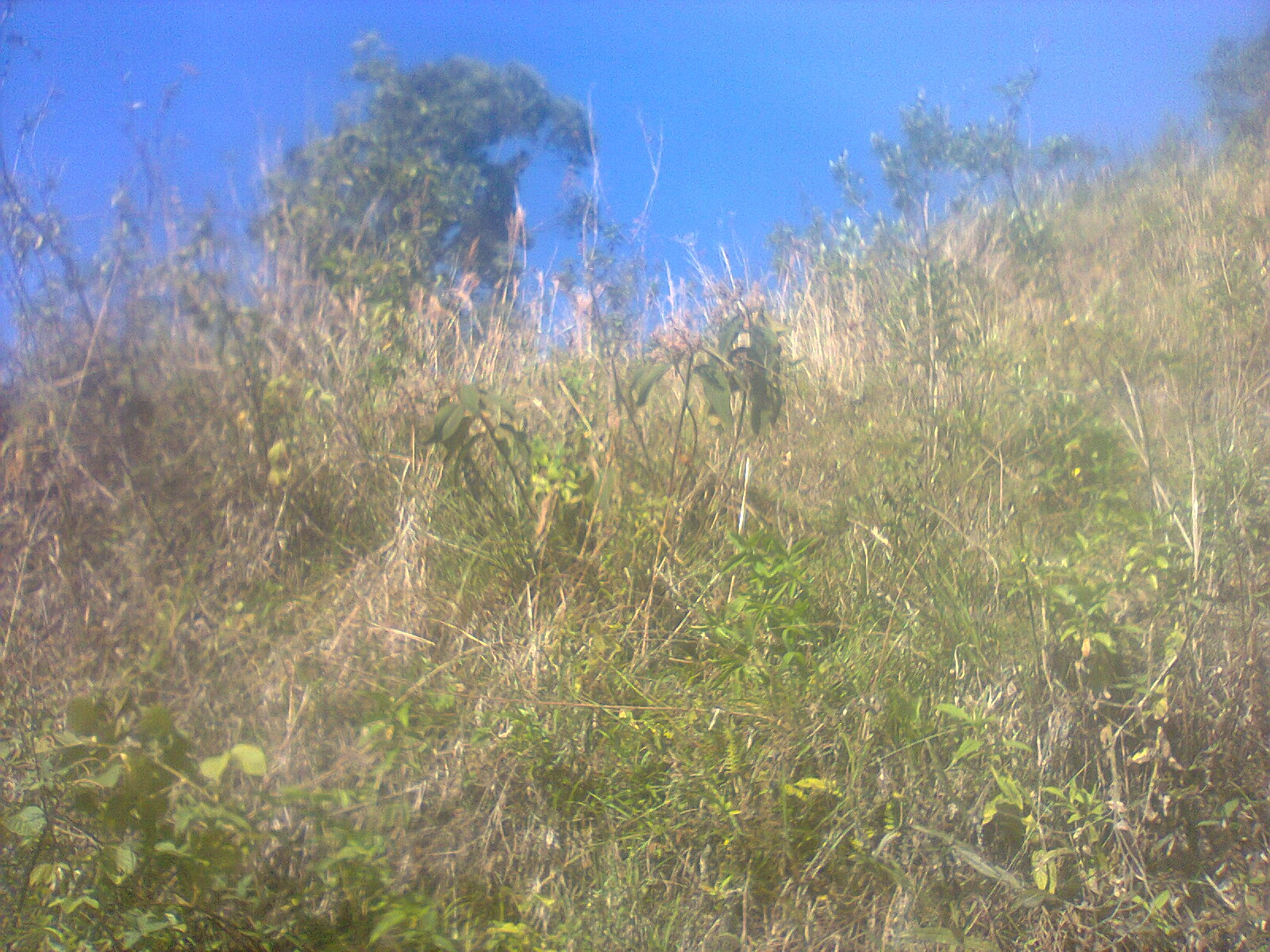

## Dottertaxa tillAxinaea, i alfabetisk ordning[1]
- Axinaea affinis
- Axinaea colombiana
- Axinaea costaricensis
- Axinaea crassinoda
- Axinaea dependens
- Axinaea fallax
- Axinaea fernando-cabiesii
- Axinaea flava
- Axinaea floribunda
- Axinaea glauca
- Axinaea grandifolia
- Axinaea lanceolata
- Axinaea lawessonii
- Axinaea lehmannii
- Axinaea macrophylla
- Axinaea merianiae
- Axinaea mertensioides
- Axinaea nitida
- Axinaea oblongifolia
- Axinaea pauciflora
- Axinaea pennellii
- Axinaea quitensis
- Axinaea reginae
- Axinaea robusta
- Axinaea ruizteranii
- Axinaea sclerophylla
- Axinaea scutigera
- Axinaea sessilifolia
- Axinaea sodiroi
- Axinaea tomentosa
- Axinaea wurdackii